# Aland (rivière)
Pour les articles homonymes, voir Aland.
L'Aland est une rivière allemande d'une longueur de 97 km qui coule dans les länder de Saxe-Anhalt et de Basse-Saxe. Elle est un affluent gauche de l'Elbe.